# 25 Мая (Уругвай)
25 Мая (исп. Veinticinco de Mayo) — небольшой город на юге центральной части Уругвая, в департаменте Флорида.

## География
Расположен в юго-западной части департамента, в 18 км к западу от административного центра департамента, города Флорида. Находится на пересечении автомобильной дороги № 76 с железнодорожной веткой Монтевидео — Пасо-де-лос-Торос. Абсолютная высота — 51 метр над уровнем моря.

## История
Населённый пункт был основан 1 сентября 1875 года под названием Исла-Мала. Получил своё современное название 17 июля 1918 года, согласно указу № 6.196. 18 января 1985 года получил статус города (Villa) согласно указу № 15.706.

## Население
Население города по данным на 2011 год составляет 1852 человека.
| Год  | Население |
| ---- | --------- |
| 1963 | 1692      |
| 1975 | 1874      |
| 1985 | 1834      |
| 1996 | 1931      |
| 2004 | 1845      |
| 2011 | 1852      |

Источник: Instituto Nacional de Estadística de Uruguay